# Neocteniza myriamae
Neocteniza myriamae är en spindelart som beskrevs av Bertani, Fukushima och Nagahama 2006. Neocteniza myriamae ingår i släktet Neocteniza och familjen Idiopidae. Inga underarter finns listade i Catalogue of Life.